# Luise Krüger
Luise Krüger (ur. 11 stycznia 1915 w Cotta w Dreźnie, zm. 13 czerwca 2001 w Dreźnie) – niemiecka lekkoatletka, która specjalizowała się w rzucie oszczepem.
W 1936 brała udział w igrzyskach olimpijskich, które odbywały się w Berlinie. W trzeciej kolejce olimpijskiego konkursu posłała oszczep na odległość 43,29 metrów i ostatecznie zajęła drugie miejsce zdobywając srebrny medal. Dwa lata później podczas lekkoatletycznych mistrzostw Europy wywalczyła brązowy krążek. Rekord życiowy: 46,27 m (1939).